# Phyllocnema holubi
Phyllocnema holubi là một loài bọ cánh cứng trong họ Cerambycidae.